# 本町五丁目停留場
本町五丁目停留場（ほんまちごちょうめていりゅうじょう）は、愛媛県松山市本町5丁目にある伊予鉄道本町線の停留場である。番号は28。6号線が使用する。

## 歴史[2]
- 1962（昭和37）年2月1日 - 本町線の本町三丁目（現：本町四丁目） - 本町七丁目停留場（現：本町六丁目停留場）間開通に伴い開業。
- 1996（平成8）年 - 降車用の安全地帯を設置。それまでは乗車用の安全地帯のみ設置されていた。これは当時、道路の交通量が少なかったためである。
- 2020（令和2）年
  - 4月11日 - 新型コロナウイルスの影響で当面の間、土日祝日は全便運休となる[3]。
  - 7月23日 - ダイヤ改正により、土日祝日は全便運休となる[4]。

## 構造
現在では上下線とも安全地帯付。

### のりば
| ホーム | 路線   | 行先           |
| ------ | ------ | -------------- |
| 西側   | ■6号線 | 本町六丁目行き |
| 東側   | ■6号線 | 松山市駅行き   |

## 周辺
- 国道196号
- 本町五丁目バス停

## 隣の停留場
伊予鉄道
本町線
本町四丁目停留場 (27) - 本町五丁目停留場 (28) - 本町六丁目停留場 (29)